# Gasthof Westerhüsen

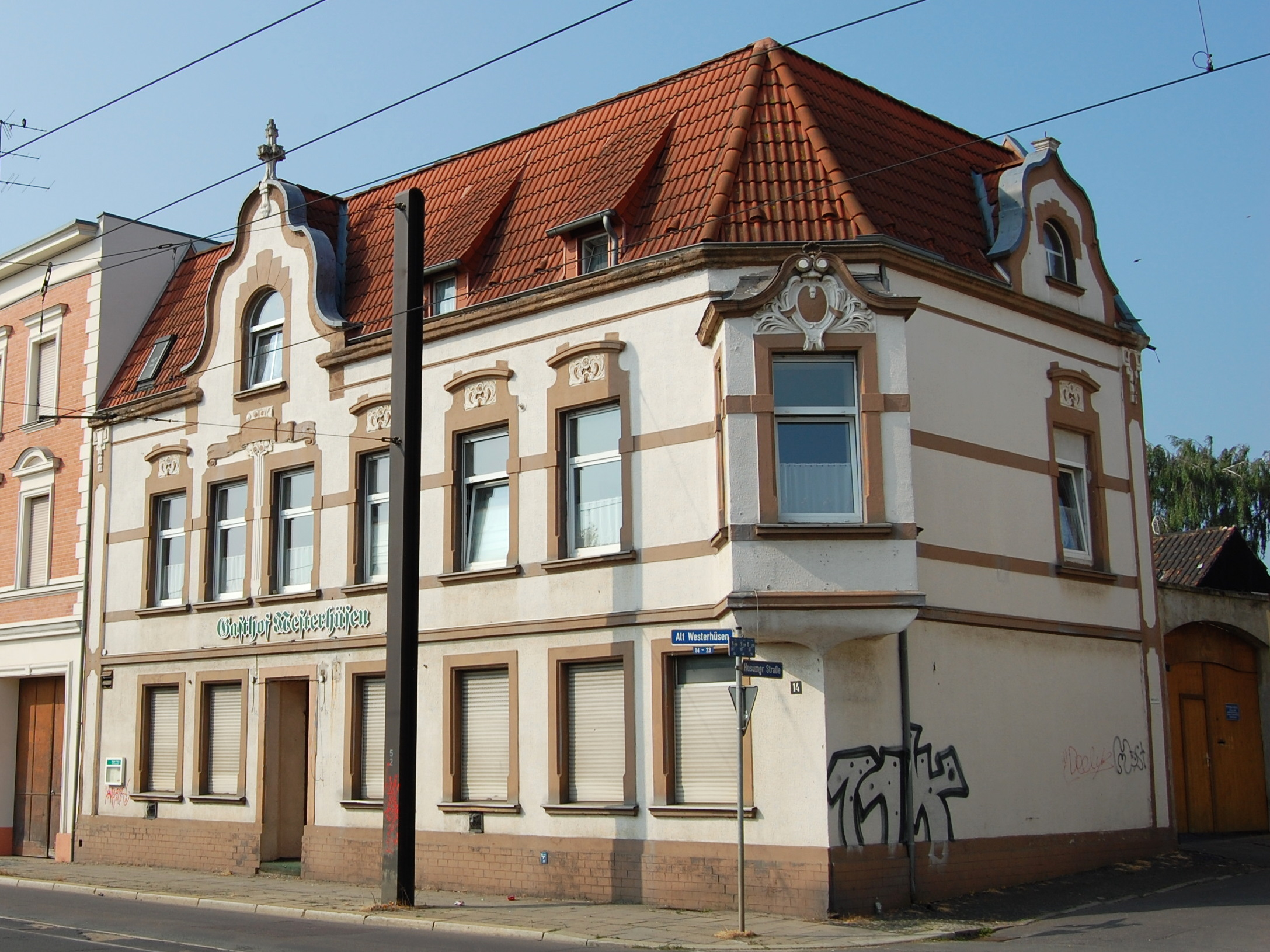
Gasthof Westerhüsen

Der Gasthof Westerhüsen ist ein denkmalgeschütztes Gebäude im Magdeburger Stadtteil Westerhüsen.

## Lage und Architektur
Das an der Adresse Alt Westerhüsen 14 an der Ecke zur Husumer Straße stehende zweigeschossige Gebäude entstand Anfang des 20. Jahrhunderts als Wohnhaus und zeigt neobarocke Gestaltungselemente. Es stellt einen Rest der gründerzeitlichen Bebauung der Hauptstraße Westerhüsens dar. Der verputzte Eckbau hat über dem zur Hauptstraße zeigenden Eingang einen Schweifgiebel. Im Obergeschoss sind die Fenster jeweils mit Stuckdekor in barocken Formen bekrönt. Im polygonal gebrochenen Eckbereich befindet sich im Obergeschoss ein Kastenerker, der die Ecklage in besonderer Weise betont.

## Geschichte
Zunächst war der Gastwirt Alex Hoffmeier Eigentümer des Gebäudes, welches bis zur 1910 erfolgten Eingemeindung Westerhüsens die Adresse Schönebecker Straße 66 hatte. Auch die benachbarten Gebäude hatten Gastwirtschaften. Nördlich, auf der anderen Seite der damaligen Kanzlerstraße, der heutigen Husumer Straße, befand sich die Gaststätte Zum Deutschen Haus. Direkt südlich grenzte der Gasthof „Zum Anker“ an. Später in den 1920er Jahren, Hoffmeier war bereits verstorben, betrieb zunächst seine Witwe R. Hoffmeier das Lokal. In den 1930er Jahren führte Franz Jahn die Gastwirtschaft. Das Gebäude gehörte jedoch der dann in Oschersleben wohnenden Witwe. Jahn übernahm später das Gebäude. 
In der Zeit des Zweiten Weltkrieges entwickelte sich das Lokal, trotz eines bronzenen Hitler-Bildes an der Wand, zu einem Treffpunkt der französischen Fremd- und Zwangsarbeiter der Umgebung. In der von ihnen als Cafe „J’Hann“ bezeichneten Gaststätte wurde ein dunkles Bier im freien Verkauf ausgeschenkt und konnte Billard gespielt werden. Darüber hinaus lag das Chemiewerk Fahlberg-List, in dem viele der Zwangsarbeiter arbeiten mussten, direkt gegenüber dem Lokal. An einer Wand in der Gaststätte befand sich eine große Europakarte, anhand derer der Kriegsverlauf nachvollzogen werden konnte. Wirt und Wirtin wurden von den französischen Zwangsarbeitern als freundlich beschrieben.
Jahn führte auch noch nach dem Zweiten Weltkrieg die Gastwirtschaft weiter. Die beiden benachbarten Wirtschaften bestanden zu diesem Zeitpunkt nicht mehr. Zumindest in der Zeit der DDR bis in die 1990er Jahre trug die Gaststätte den Namen Zur Quelle. Sie wurde von Karl-Heinz Jordan betrieben. Anfang des 21. Jahrhunderts bestand die traditionsreiche Wirtschaft dann noch unter dem Namen Gasthof Westerhüsen. Derzeit (Stand 2022) ist sie jedoch geschlossen.